# Cultura LGBT in Messico
Nella cultura del Messico è oramai comune includere personaggi gay in sitcom e soap opera e discutere sull'omosessualità nei talk show. Ma la rappresentazione dei maschi omosessuali può variare anche notevolmente. Essi spesso includono versioni di stereotipi LGBT quali l'effeminatezza con lo scopo di fornire un risultato comico, ma anche rappresentazioni che hanno lo scopo di aumentare la consapevolezza sociale e di generare una maggiore accettazione dell'omosessualità.
Tuttavia la rappresentazione delle lesbiche rimane quasi inesistente, il che potrebbe essere più in generale correlato all'invisibilità delle subculture lesbiche in Messico.
Fino a quando non vi fu il coming out di gay famosi e la loro presenza nell'ambito dello spettacolo come il cantante Juan Gabriel, l'artista Juan Soriano e il saggista Carlos Monsiváis, la vita gay era dominata dal velato ed ufficialmente innominabile nei mass media. Una "settimana gay-lesbica della cultura" viene tenuta annualmente a partire dal 1982 e col supporto culturale del museo appartenente alla prestigiosa Università nazionale autonoma del Messico (UNAM) a partire dal 1987.

## Cinema
La raffigurazione di uomini esageratamente effeminati risale fin dalla rappresentazione nel 1938 del film La casa del ogro ed ha continuato ad apparire esclusivamente per il suo effetto immediatamente comico. Un altro esempio è costituito dalla pellicola Fin de la fiesta del 1972 in cui Doña Beatriz, interpretata da Sara García, uccide il figlio gay con un bastone.
La prima rappresentazione positiva di un personaggio gay risale a El lugar sin límites, un dramma del 1978 diretto da Arturo Ripstein e basato sul romanzo del cileno José Donoso. Interpretato da Roberto Cobo il personaggio di La Manuela emerge come una figura tragica che è allo stesso tempo vittima dei desideri di un uomo tipico affetto da maschilismo di un villaggio messicano .
Pochi anni più tardi Doña Herlinda y su hijo (1984) rappresenta la prima coppia dello stesso sesso nel cinema messicano, che lotta contro le feroci pressioni della famiglia per poter sopravvivere.
Film come Danzón (1991) di María Novaro, Miroslava (1993) di Alejandro Pelayo, Nel cuore della città - Midaq Alley (1995) di Jorge Fons o Y tu mamá también (2001) di Alfonso Cuarón hanno una sceneggiatura che incorpora la questione dell'omoerotismo, anche se in maniera secondaria nelle loro trame o in modo nascosto.
Durante gli anni novanta e primi anni del 2000 Nel cuore della città - Midaq Alley (El callejón de los milagros) e Y tu mamá también si sono occupati di questioni gay e solo ascesi ad un successo di livello internazionale. Il film del 2004 Temporada de patos ha visto la caratterizzazione di un ragazzo appena adolescente che scopre la sua omosessualità.
Il regista apertamente gay Jaime Humberto Hermosillo è riconosciuto per aver dato un contributo notevole al cinema messicano. Hermosillo ha criticato positivamente film di successo come Mil nubes de paz cercan el cielo, amor, jamás acabarás de ser amor (2003) e El cielo dividido (2006) i quali permettono di osservare le relazioni tra i protagonisti attraverso la lente del desiderio gay. Nessuno dei personaggi di questi ultimi film si avvicinò agli stereotipi omosessuali che hanno continuato ad apparire per decenni nel cinema messicano.
L'inquadratura positiva data dal regista di El cielo dividido, che racconta le tensioni in una giovane coppia a causa delle infedeltà continue di uno dei due, diede la sua prima assoluta all'International Film Festival del Messico Gay a Città del Messico con la presenza di più di 5 000 appassionati di cinema. Secondo il suo direttore Alberto Legorreta l'evento è nato da una volontà di "creare spazi di dialogo tramite la contemplazione e la critica artistica del tema gay in Messico".

## Televisione
Sono due i canali privati messicani che competono nel fornire una copertura nazionale, Televisa e TV Azteca. Argomenti in materia di sessualità vengono presentati di tanto in tanto, soprattutto nei talk show e nei programmi giornalistici. Le reti messicane hanno un forte atteggiamento di autocensura e pertanto l'omosessualità non viene solitamente affrontata se non nei programmi che si occupano di prevenzione dell'HIV/AIDS.
Nonostante ciò negli ultimi anni è oramai comune includere personaggi di supporto gay nelle sitcom e nelle soap opera. Il personaggio di una lesbica è stato il primo ad essere incluso in una famosa telenovela del 1990, Nada personal. In questo programma, trasmesso da TV Azteca, l'immagine positiva data dell'omosessualità va di pari passo con una grande critica del sistema politico messicano.
Nel 1999 un'altra produzione di TV Azteca, La vida en el espejo, ha mostrato José María Yazpik interpretare un personaggio gay, che è stato riconosciuto da molti critici come la prima figura gay ritratta con dignità in una soap opera. La stessa rete in modo del tutto simile ha prodotto altri personaggi LGBT, come quello interpretato da Margarita Gralia in Mirada de Mujer (1997) e dall'attore Juan Pablo Medina in Cuando seas mía (2001) e da Juan Manuel Bernal in La heredera (2004).
A partire dalla metà del 2009 la televisione ha prodotto anche la soap opera Sortilegio che ha affrontato dolcemente la questione della bisessualità. Un paio di mesi più tardi Los exitosos Pérez, adattamento della commedia drammatica argentina di successo Los exitosos Pells, è stato lanciato in Messico; lo show televisivo ruota attorno al dilemma, per un gruppo di omosessuali, se fare coming out oppure no. L'attore protagonista Jaime Camil criticò in seguito la tv messicana per aver censurato la scena di un bacio gay avvenuto tra di lui e il co-protagonista José Ron.
Gli spettacoli della televisione via cavo tendono ad essere più aperti quando si tratta di questioni LGBT. Oltre agli spettacoli televisivi statunitensi come la sitcom Will & Grace, la serie drammatica The L Word, Six Feet Under, lo spettacolo televisivo Queer Eye for the Straight Guy (I fantastici cinque in italiano) e diverse altre produzioni di MTV, la rete televisiva affiliata di video musicali Telehit ha continuato a far uscire prodotti diretti alla comunità LGBT a partire dai primi anni del 2000.
Desde Gayola, mandato in onda dal 2001 al 2006, era una sere comica di sketch che criticava la realtà della società messicana, giungendo a trattare diversi argomenti come la politica, la religione, la sessualità e il mondo dello spettacolo, tra gli altri. Prodotto da Horacio Villalobos, Desde Gayola presentava molti caratteri LGBT, compreso Manigüis (un maschio gay streotipato che vive in città), Supermana (una supereroina transgender che si occupa di problemi delle donne), La Tesorito (interpretata dall'attrice transgender Alejandra Bogue, una parodia dell'conduttrice televisiva e attriceLaura León), Pita Amor e Mama Mela.
Un altro spettacolo di primo piano di TeleHit TV è stato prodotto con Guau!; lanciato alla fine del 2005 è spesso considerato l'unico show televisivo messicano interamente gay.

## Letteratura
Il campo della letteratura messicana è stato propizio alla diffusione particolare dei temi dell'omosessualità e alle descrizioni di gay e lesbiche in termini estetici e di sensibilità. El diario de José Toledo (1964) scritto da Manuel Barbachano Ponce si è guadagnato il riconoscimento come il primo romanzo messicano ad aver descritto apertamente l'omosessualità in letteratura. Rosamaría Roffiel, una giornalista autodidatta e scrittrice lesbica, ha scritto il libro Amora (1989), che è accreditato per essere stato il primo romanzo lesbico pubblicato in Messico, la prima opera che discute apertamente il lesbismo collocandolo in primo piano.
Nonostante il pregiudizio sociale, alcune persone LGBT sono state in grado di vivere abbastanza apertamente e ad avere anche un relativo successo, soprattutto nel campo della letteratura e delle arti in genere. Suor Juana Inés de la Cruz (1648-1695), considerata la più grande poetessa lirica del periodo coloniale durante il Vicereame della Nuova Spagna (1521-1821), fu una suora messicana considerata da molti come una lesbica a causa delle poesie d'amore appassionate destinate alla sua benefattrice Leonor Carreto, moglie del viceré della Nuova Spagna Antonio Sebastián de Toledo Molina y Salazar, oltre che per la sua critica feroce contro l'abuso di poter maschile contro le donne.
Salvador Novo (1904–1974) fu un poeta e membro del gruppo d'avanguardia Los Contemporáneos il quale scrisse Nuevo amor (1933), considerato come una delle migliori raccolte poetiche mai scritte in lingua spagnola. Il suo caro amico Xavier Villaurrutia (1903–1950), un altro membro di spicco della scena letteraria del tempo, fu un poeta e drammaturgo considerato come uno degli autori maggiormente prominenti de Los Contemporáneos, oltre che critico d'arte moderna. Il suo Nocturno de los ángeles (1936) è uno dei monumenti della letteratura gay in America Latina.
Luis Zapata (nato nel 1951) è diventato uno dei più celebri scrittori gay messicani nel corso degli ultimi decenni, le cui opere hanno contribuito ad inaugurare il boom degli anni ottanta della narrativa gay in Messico. La sua traiettoria letteraria è una delle più personalizzate e la sua auto-esposizione è aumentata da quando ha fatto coming out.
Il giornalista e antologista Carlos Monsiváis (nato nel 1938) è uno dei più stimati autori dell'America Latina, meglio conosciuto come scrittore di cronache e saggista, mescolando entrambi i generi al fine di descrivere e spiegare la complessità della società messicana contemporanea, soprattutto quella della zona metropolitana di Città del Messico. All'interno di questi parametri, Monsivais riconosce la propria identità gay, anche se non è al centro delle sue cronache. In alcune delle sue opere stila la critica di una società ancora piena di omofobia e patriarcato che tende ad ignorarle, se non a visualizzarle con pregiudizio, oltre che per molestare la comunità gay messicana e le sue manifestazioni.
Come Monsivais, anche José Joaquín Blanco (nato nel 1951) è un giornalista conosciuto principalmente come saggista e incisivo commentatore in senso lato sulla scena messicana contemporanea, in particolar modo in quella di Città del Messico. Nei suoi scritti descrive la comunità gay, come nel suo saggio Ojos que da pánico soñar (1979) - uno dei primi testi messicani sull'identità omosessuale - e in Las púberes canéforas (1983), uno dei cinque romanzi che Blanco ha pubblicato fino ad oggi.
Il maggiore autore contemporaneo LGBT di successo è Luis Zapata, criticato per perpetuare gli stereotipi del gay tragico di modello statunitense, anche se non ha mai ritratto l'omosessualità come una cosa negativa. Monsiváis è invece considerato anche per la sua profonda critica dell'omoerotismo dei poeti appartenenti al gruppo Los Contemporáneos, tra la fine degli anni venti e la metà degli anni quaranta.
Molti dei suoi poeti, da Xavier Villaurrutia a Carlos Pellicer e Salvador Novo, erano gay e si "lasciavano toccare, con discrezione, da un tema molto caro della loro età: i marinai, nell'aura del porto di notte, con la loro bellezza e libertà". La comunità LGBT dei Chicano ha anche creato una cultura fiorente; così Gloria Anzaldúa e Cherríe Moraga rappresentano due autrici importanti all'interno del movimento LGBT dell'America del Nord, mentre Francisco X. Alarcón, professore presso l'università della California, ha pubblicato nove libri di poesia.